# Lutz Hesslich
Lutz Hesslich, född den 17 januari 1959 i Ortrand, Tyskland, är en östtysk tävlingscyklist som tog OS-guld i cykelsprinten vid olympiska sommarspelen 1980 i Moskva och åtta år senare ännu ett guld i samma disciplin vid olympiska sommarspelen 1988 i Seoul. 